# Janauł
Janauł (ros. Янаул) – miasto w Baszkortostanie, w Rosji, ośrodek administracyjny rejonu janaulskiego. W 1991 roku nadano miejscowości prawa miejskie. W 2020 roku liczyło 25 109 mieszkańców.